# Convent de les Filles de la Caritat (Tiana)
El Convent de les Filles de la Caritat és un edifici civil amb planta rectangular i tres plantes, una baixa i dos pisos, cobert per un terrat transitable, al centre del qual s'aixeca una torreta de planta quadrada. Destaca, d'una manera especial per la decoració del seu coronament superior, amb merlets, així com el treball de les mènsules de la cornisa. Totes les obertures s'ornamenten lateralment amb elements florals, i s'ordenen de la següent manera: finestres dividides per una columneta a la planta baixa, tres balcons al primer pis, i finestres de més reduïdes dimensions al pis més alt. Sota el balcó principal hi ha alguns esgrafiats amb temes florals, d'estil típicament modernista.
Després de ser propietat de qui la va construir, aquesta casa fou venuda, i finalment heretada per la filla dels nous propietaris, que era membre de la comunitat religiosa a la qual avui pertany. En l'actualitat s'han afegit noves construccions destinades a residència per la tercera edat i per a guarderia d'infants.